# سكوتر مكري
سكوتر مكري (بالإنجليزية: Scooter McCray)‏ مواليد 8 فبراير 1960 في ماونت فيرنون، هو مدرب كرة سلة أمريكي ولاعب معتزل. بدأ مسيرته الاحترافية في سنة 1983. تم اختياره من قبل فريق سياتل سوبرسونيكس خلال الدرافت. يبلغ طوله 6 قدم 9 بوصة (2.1 م). اعتزل اللعب في 1988. لعب مع سياتل سوبرسونيكس وكليفلاند كافالييرز.

## روابط خارجية
- سكوتر مكري على موقع إن بي أي (الإنجليزية)
- سكوتر مكري على موقع سبورتس رفرنس (الإنجليزية)
- سكوتر مكري على موقع كلية كرة السلة في سبورتس رفرنس.كوم (الإنجليزية)
- سكوتر مكري على موقع ريلجم (الإنجليزية)
- سكوتر مكري على موقع بروبوليرز (الإنجليزية)